# Пайн-Гілл (Нью-Йорк)
Пайн-Гілл (англ. Pine Hill) — переписна місцевість (CDP) в США, в окрузі Ольстер штату Нью-Йорк. Населення — 275 осіб (2010).

## Географія
Пайн-Гілл розташований за координатами 42°7′58″ пн. ш. 74°28′26″ зх. д. / 42.13278° пн. ш. 74.47389° зх. д. (42.132857, -74.473801).  За даними Бюро перепису населення США в 2010 році переписна місцевість мала площу 5,41 км², з яких 5,38 км² — суходіл та 0,03 км² — водойми.

## Демографія
Згідно з переписом 2010 року, у переписній місцевості мешкало 275 осіб у 149 домогосподарствах у складі 69 родин. Густота населення становила 51 особа/км².  Було 310 помешкань (57/км²).
Расовий склад населення:
| - 91,6 % — білих - 1,5 % — чорних або афроамериканців - 0,4 % — корінних американців - 0,4 % — азіатів - 5,1 % — осіб інших рас |

До двох чи більше рас належало 1,1 %. Частка іспаномовних становила 9,5 % від усіх жителів.
За віковим діапазоном населення розподілялося таким чином: 12,4 % — особи молодші 18 років, 60,3 % — особи у віці 18—64 років, 27,3 % — особи у віці 65 років та старші. Медіана віку мешканця становила 52,6 року. На 100 осіб жіночої статі у переписній місцевості припадало 99,3 чоловіків;  на 100 жінок у віці від 18 років та старших — 97,5 чоловіків також старших 18 років.
Середній дохід на одне домашнє господарство  становив 55 960 доларів США (медіана — 52 938), а середній дохід на одну сім'ю — 41 248 доларів (медіана — 39 063). За межею бідності перебувало 14,4 % осіб, у тому числі 0,0 % дітей у віці до 18 років та 45,3 % осіб у віці 65 років та старших.
Цивільне працевлаштоване населення становило 81 особа. Основні галузі зайнятості: освіта, охорона здоров'я та соціальна допомога — 42,0 %, будівництво — 22,2 %, мистецтво, розваги та відпочинок — 18,5 %.